# Старый город (Выборг)
Старый город — исторический район города Выборга.  Официально образован соответствии с генеральным планом города, разработанным в 1861 году выборгским губернским землемером Б. О. Нюмальмом. Согласно плану город разделялся на 9 районов, и территория бывшей Выборгской крепости стала именоваться Старым городом. В соответствии с современным административно-территориальным делением Выборга бывший городской район относится к Центральному микрорайону, но продолжает указываться на современных картах города.

## Улицы, площади и парки

### Улицы
- Набережная 30-го Гвардейского Корпуса
- Банковский проезд
- Улица Водной Заставы
- Выборгская улица
- Улица Германа Титова
- Косой переулок
- Улица Красина
- Красноармейская улица
- Краснофлотская улица
- Крепостная улица
- Улица Ладанова
- Улица Новой Заставы
- Пионерская улица
- Подгорная улица
- Прогонная улица
- Улица Северный Вал
- Улица Сторожевой Башни
- Театральная улица
- Улица Южный Вал

### Площади
- Рыночная площадь
- Соборная площадь
- Площадь Старой Ратуши
- Театральная площадь

### Парки и скверы
- Парк имени Ленина (городской парк-эспланада)
- Трамвайный сквер

## История
Уникальный архитектурный облик исторической части Выборга сложился за более чем семь столетий под влиянием нескольких национальных культур (шведской, финской, немецкой, русской). Городская архитектура представлена сооружениями различных эпох — от древних построек времён Средневековья до зданий конца XX — начала XXI века.

### Шведский период
Первоначальная застройка шведского Выборга, сформировавшаяся в XV веке, была хаотичной: вдоль извилистых средневековых улиц стояли бюргерские дома, главным образом деревянные. В 1640 году шведским инженером А. Торстенсоном с помощью землемера А. Стренга был составлен первый регулярный план Выборга, согласно которому город разделялся на кварталы правильной геометрической формы прямыми улицами, ширина которых, в основном, была равна 8,5 метров. Почти все каменные здания, построенные до появления первого городского генерального плана, отличаются тем, что расположены под углом к современной сетке улиц.
Помимо замка, двух башен и бастиона Панцерлакс бывшей Выборгской крепости, Часовой башни и двух полуразрушенных средневековых храмов, в Выборге сохранилось ещё несколько зданий шведского периода (до XVIII века) — Дом на скале, Дом купца Векрута, Дом Борхарда, Дом Гроэля, Дом богатого горожанина (Епископский дом) на Подгорной улице, Костёл Гиацинта на улице Водной Заставы, Дом горожанина в глубине двора Крепостной улицы, а также два средневековых дома на Выборгской улице: дом купеческой гильдии Святого Духа и гильдейский дом ремесленников.
- Дом горожанина
- Дом купеческой гильдии Святого Духа
- Усадьба бюргера
- Гильдейский дом
- Рыцарский дом

### Российская империя. XVIII век
После размещения в 1710 году в Выборге русского гарнизона в городе строятся оборонительные сооружения и воинские казармы. В 1794 году императрицей Екатериной II утверждён новый генеральный план Выборга, в соответствии с которым был сформирован новый городской центр с губернскими присутственными местами и храмами. Во второй половине XVIII века возводятся здания гражданского назначения, тогда складывается архитектурный ансамбль Соборной площади в стиле классицизм: возводятся соборы Петра и Павла и Спасо-Преображенский, дворец наместника, дом президента Императорского Выборгского гофгерихта, а также не сохранившиеся до нашего времени гостиный двор и новая городская ратуша. Примерами жилой застройки этого периода являются дом Ладо и дом Валя.
- Дом Ладо
- Собор Петра и Павла
- Дом Валя на Крепостной улице
- Часовая башня
- Спасо-Преображенский собор и дворец наместника

### Российская империя / Великое Княжество Финляндское. XIX век
Во второй половине XIX века в соответствии с разработанным в 1861 году выборгским губернским землемером Б. О. Нюмальмом планом сносятся устаревшие укрепления Каменного города и Рогатой крепости, и Выборг застраивается в эклектическом направлении: формируются открытые набережные и новый морской фасад города, в том числе застройка площади Старой Ратуши и улиц Северный Вал и Южный Вал, включающая дом Стюнкеля, дом АО «Торкель» и здание таможни и пакгауза Выборгского морского порта (К. Андерсон, Б. Бломквист, Э. Диппель), строится множество общественных учреждений в районе перекрёстка современных Крепостной улицы и Ленинградского проспекта: дом губернатора, здание губернского правления, несколько учебных заведений (финская народная школа, шведская женская гимназия, русская женская гимназия, финский классический лицей, финский реальный лицей, русское реальное училище, русское начальное училище, финское совместное училище), почтамт.
Старую часть города с новой соединяет разбитый на месте укреплений Рогатой крепости парк-эспланада, в котором 1893 году по проекту Э. Диппеля в неоготическом стиле возводится крупнейший храм города — Новый кафедральный собор. Его шпиль высотой 75 метров стал важнейшей доминантой города. Появляются городские памятники (например, статуи «Промышленность» и «Морская торговля», памятник Торгильсу Кнутссону, памятник Микаэлю Агриколе) и внушительные доходные дома, такие, как дом купца Буттенгоффа, доходный дом Хакмана, дом Портана. Согласно генеральному плану 1861 года город разделялся на 9 районов, и территория бывших укреплений Каменного города и Рогатой крепости, а также некоторые примыкающие к ней кварталы, стали назваться Старым городом (швед. Gamla staden «Старый город» или швед. F.d. Fästningen «Бывшая крепость»; фин. Vanha linnoitus, «Старая крепость», с 1929 года — Linnoitus).
- Дом купца Буттенгоффа
- Дом Векрута и Старая ратуша
- Дом консула Роте
- Дом АО «Торкель»

### XX век
В начале XX века на смену эклектике приходит национальный романтизм. Именно тогда было создано большинство зданий, являющихся в настоящее время архитектурными памятниками города. Наибольший вклад в формирование архитектурного облика Выборга внесли местные архитекторы — У. Ульберг, А. Шульман, П. Уотила и А. Гюльден. Несколько интересных зданий были построены по проектам статусных архитекторов из Хельсинки — Э. Сааринена, А. Линдгрена, К. Сегерштада, У. Нюстрёма и других. Важнейшие сохранившиеся постройки того времени: здание фирмы «Хакман и К°» («Гранитный дворец»), дом Говинга, жилой дом компании «Пеликан», жилой дом компании «Альфа» в Старом городе, дом Пиетинена у Вокзальной площади, здание фирмы «Хякли, Лаллукка и К°», дом купца Москвина на Красной площади, банковские здания в начале проспекта Ленина (Банк Финляндии, Национальный акционерный банк, Финляндский торговый банк).
- Гранитный дворец
- Жилой дом компании «Пеликан»
- Выборгский рынок
- Здание главпочтамта

В 1930-х годах новое влияние на городскую архитектуру оказал функционализм. Помимо жилых и коммерческих зданий в данном стиле были построены общественные учреждения: художественная школа с музеем, дом шведско-немецкого прихода, окружной архив и ломбард (все по проектам У. Ульберга), здание компании «Саво-Карельская оптовая торговля» (архитектурное бюро Тойво Паателы), здание коммерческого и навигационного училища в Выборге (архитектор Рагнар Юпюя). Важнейшим памятником эпохи функционализма в Выборге является городская библиотека, построенная в 1935 году по проекту всемирно известного архитектора А. Аалто.

### Советский период
В результате военных действий в районе города в 1939—1944 годах серьёзно пострадало большинство зданий, некоторые были разрушены практически полностью: старый кафедральный собор, комплекс новой ратуши и городского театра, здание телефонной станции. Почти полностью сгорела деревянная застройка Выборга, довоенные деревянные дома сохранились, в основном, в западных пригородных районах. По ряду причин принятие генерального плана Выборга затянулось, и послевоенная застройка города происходила бессистемно. Тем не менее, после войны большая часть каменных зданий в центре города была отреставрирована, хотя порой и с отклонениями от первоначального облика. Некоторые из них, такие, как здание компании «Эрнен», получили внешнее оформление в духе сталинской архитектуры. Сильно повреждённый Новый кафедральный собор был окончательно разобран в 1953 году.
К началу 1960-х годов в Выборге развернулось массовое строительство на индустриальной основе в стиле советского архитектурного модернизма. Но однообразие пропорций и фасадов типовых появившихся в Старом городе жилых домов советской архитектуры — «хрущёвок» — было подвергнуто критике как явно уступающих по художественному уровню исторической застройке. В связи с этим типовое строительство в историческом центре города было запрещено, и начиная с середины 1960-х годов строительство в Старом городе велось, преимущественно, по индивидуальным проектам. Их выполняли советские архитекторы Д. П. Фридлянд (главный архитектор города), А. А. Бобков, Б. И. Соболев, А. М. Швер (директор выборгского филиала института «Ленгражданпроект»), И. А. Попова, Б. И. Юрин, Н. А. Ли и др. Один из первых многоквартирных домов Выборга советского периода был построен на улице Южный Вал (д. 16) в 1968 году по индивидуальному проекту архитекторов Л. С. Крупника и А. М. Швера. В 1980-х годах в духе неоисторической архитектуры постмодернизма были разработаны частично реализованные в начале 1990-х годов проекты восстановления утраченных в военное время зданий на Подгорной и Прогонной улице (таких, как дом Борхарда и дом Гроэля).
- Дом по улице Южный Вал, 16
- Дом Борхарда
- Дом Гроеля
- Дом купеческой гильдии Святого Духа, отреставрированный в советское время, на фоне современной застройки

В послевоенный советский период центр города не разделялся на административные районы (помимо Старого города, на картах выделялись отдалённые от центра территории — посёлки).

### Постсоветский период
С 2008 года, после разделения всей территории Выборга на микрорайоны, Старый город входит в состав Центрального микрорайона.
Продолжается возведение на свободных участках зданий и сооружений в духе неоисторизма, а также реставрация архитектурных памятников. В качестве примера новых достопримечательностей можно привести Аллею актёрской славы (1998) и памятник Выборгскому трамваю (2017). К удачным примерам восстановления внешнего облика здания в близком к первоначальному виде можно отнести реставрацию Торгового дома Финляндского объединённого банка.

## Памятники под угрозой разрушения
Современное состояние ряда исторических зданий в центре Выборга вызывает опасения: без должного ухода идёт процесс их разрушения. Городские власти Выборга сносят дома, варварски разрушая в том числе исторические памятники, находящиеся под охраной.
- Дом Говинга
- Старый кафедральный собор
- Выборгский собор доминиканского монастыря
- Доходный дом Хакмана
- Дом губернского правления

- «Домус» Говинга
- Доходный дом Хакмана
- Старый кафедральный собор
- Выборгский собор Доминиканского монастыря